# Хорватська музика

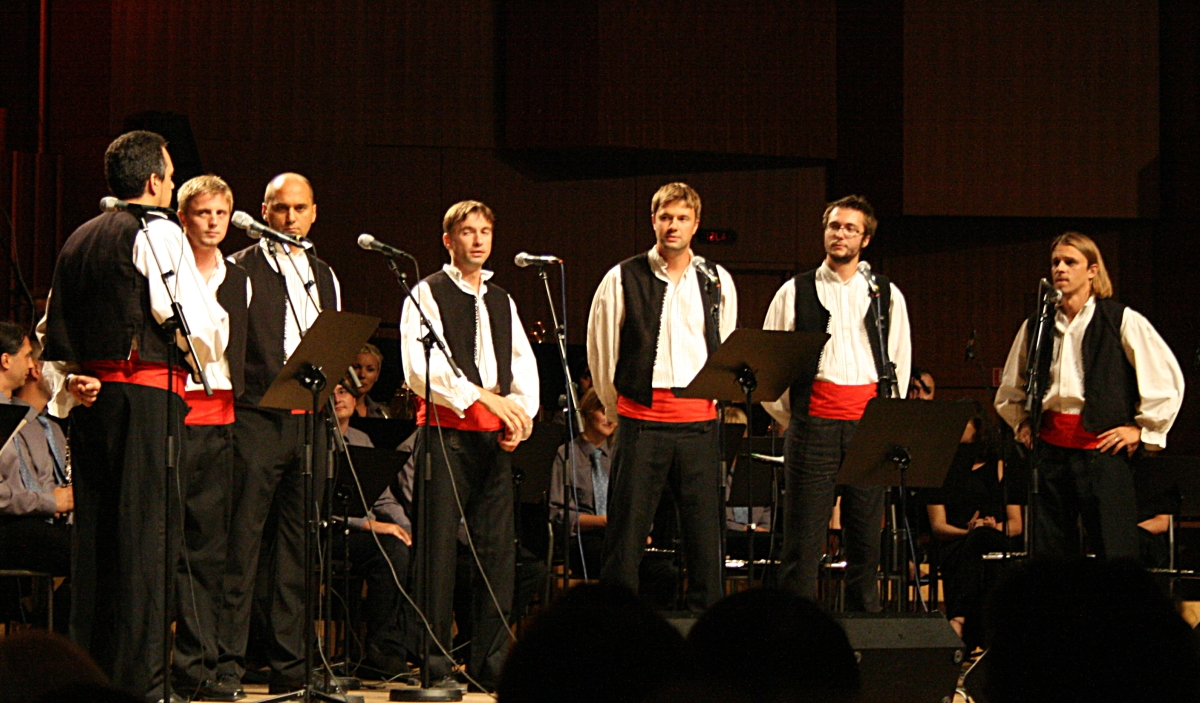
На благодійному концерті Križ nek' ti sačuva ime у концертному залі ім. Ватрослава Лисинського у Загребі, 7 вересня 2008 року

Хорватська музика — музична культура Хорватії, розвиток якої охоплює період від середньовіччя до сьогодення. Як частина хорватської культури, історії та сьогодення, вважається однією з найважливіших її і найліпших її сегментів. Хорватською мовою музичне мистецтво називається «Ґлазба», це слово походить від праслов'янського глас (голос).

## Фольклор
Хорватська музика черпає свої витоки з фольклору слов'янських племен, що оселилися на Балканах в VII столітті. Ритуальні, епічні, танцювальні, ліричні та інші пісні мають обласні відмінності. Найбільшою національною своєрідністю відзначаються народні пісні центральних районів Хорватії. У жителів узбережжя Адріатичного моря вони близькі до італійських пісень, у північних областях — до альпійського музичного фольклору, в Меджімур'ї — до старовинних угорських селянських пісень.
Для хорватських народних пісень характерні 7-ступеневі натуральні лади, іноді пентатоніка, зустрічається ладова змінність, багата ритміка відрізняється різноманітністю (в танцювальних наспівах часті синкопи), застосовуються також змінні розміри. Серед специфічних жанрів народної музики Хорватії такі:
- Ґанґа (Ganga) — побутує в сільській місцевості Хорватії, а також Боснії і Герцоговині. Ґанґа заспівується солістом, до нього приєднується хор в крикливій манері і в дисонантний інтервал (зазвичай у малу секунду).
- Тамбуріца (Tamburica) — інструментальний жанр, назва якого походить від назви сімейства струнних інструментів — тамбури, що залучаються для виконання музики цього жанру. Являє собою пісні, що співаються під акомпанемент, переважно любовної та пасторальної тематики. Розквіт жанру припадає на XIX століття, коли виконавці тамбуріци — тамбураші збиралися у великі ансамблі, проте популярність зберігав і у XX столітті (серед найвідоміших виконавців — Яніка Балаж). У Хорватському Загор'ї тамбуріца включена до складу народних оркестрів, разом зі скрипками, цимбалами і акордеоном.
- Клапа (Klapa) — традиційна назва чоловічих акапельних колективів, а також музики, яку ці колективи виконують. Виникла в 1960-х роках.
- Ойканьє (ojkanje) — традиційний поліфонічний народний спів у Хорватії, характерний для регіонів Загора, Велебит, Лика, Кордун, та Карловаць.
- Бечарац (bećarac) — гумористична форма  народної пісні, родом з сільської Славонії.

Окрім тамбури, серед хорватських народних інструментів — гуслі, які використовуються переважно для супроводу епічних та історичних пісень, в тематиці яких важливе місце займали війни за незалежність від османського іга. У фольклорі пастухів зустрічається дерев'яний духовий діпл (diple).

## Професійна музика
Перші пам'ятники професійної музичної культури — культові твори, що виникли в 10 ст. в монастирях Далмації (узбережжя Адріатичного моря). Не будучи залежною від Туреччини, як інші райони країни, вона підтримувала зв'язок з Італією, тому в світському професійному музичному мистецтві Далмації відчутно вплив італійської музики, особливо в Дубровнику — найбільшому культурному центрі Далмації. З 16 ст. тут ставилися пасторалі, драм. ігри зі співом і танцями, містерії, літургічні драми, в 16-18 ст. — п'єси з муз. номерами. Серед композиторів 16-17 ст., працювали в містах Далмації, виділяються хорвати А. Патрицій, Ю. Ск'яветіч, В. Єліч, особливо І. Лукачіч (зб.: мотетів "Духовні піснеспіви " — «Sacrae cantiones», 1620) та італієць Т. Чеккіні.

### Новий час
У 18 столітті ряд хорватських музикантів були відомі і за кордоном. У їх числі — М. Степан, Ю. Байамонті, І. М. Ярнович, батько і син Л. і А. Соркочевічі. У 19 столітті центр музичної культури перемістився у північні області Хорватії — висувається Загреб, де у 1797 році відкрився перший постійний «Амадеєм театр» (існував до 1834 року), на сцені якого виступали приїжджі трупи (німецькі, італійські).
Вирішальний вплив на подальший розвиток хорватської музики справив ілліризм — суспільно-політичний і культурний рух в Хорватії в 1830-40-х роках, що викликав підйом і музичного мистецтва. Пробудився інтерес до народної творчості, національної історії, розгорнулася просвітить. діяльність хорватських музикантів, виникли хорові товариства, в тому числі Народне Іллірийське хорове товариство (1839), з'явилися масові пісні та інші твори, пройняті національно-патріотичним змістом. Серед авторів популярних патріотичних пісень і маршів того часу — Ф. Ливадич, ф. Пинтарич, І. Падовец, Ф. Русан, Ф. Покірний. Перший великий хорватський професійний композитор — Ватрослав Лисинський, творець національної опери (романтична опера «Любов і злоба», 1846; історична драма «Порін», 1851, постановка у Загребі у 1897 році). У 1827 році у Загребі групою любителів музики створена перша у Хорватії значна музична організація — товариство «Музікферайне» (неодноразово перейменовувався; з 1925 року — «Хрватскі глазбені завод»), при якому у 1829 році заснована музична школа, потім любительський оркестр (брав участь в оперних спектаклях, що ставилися в ньому італійськими трупами). У 1834 році побудовано перша в Хорватії спеціальна театральна будівля — театр на Марковій площі (пізніше став називатися Хорватський національний театр). З ініціативи діячів ілліризму у театрі виконувалися уривки з п'єс і опер хорватською мовою, між діями звучали національно-патріотичні пісні, так звані будниці. У 1840 році поставлено перший хорватський національний музичний спектакль — героїчний зингшпіль «Юран і Софія» Лівадіча (текст І. Кукулевича-Сакцинського).

### XX століття
Після утворення Королівства сербів, хорватів і словенців (1918; з 1929 року — Королівство Югославія) почалося формування хорватської національної композиторської школи. Її утвердженню сприяв загальний підйом культурного життя Хорватії у 1920—30-ті роки, у тому числі розвиток музичної освіти. У 1916 році в Загребі на основі музичної школи при музичному товаристві «Хрватскі глазбені завод» була організована консерваторія, у 1920 році стала державною (з 1922 року — Музична академія). Відкрилося декілька середніх музичних шкіл у Загребі (у тому числі «Лисинський», 1927) та інших містах. Організовано нові та реорганізовано раніше існували виконавчі колективи. У 1919 році на базі оркестру хорватського національного театру створений філармонічний оркестр, який отримав у 1920 році назву Загребської філармонії і зайняв провідне місце в концертному житті Хорватії. Провідна роль у розвитку національної музичної культури у 1920—30-ті роки належала найбільшим хорватським композиторам Крешимиру Барановичу, Якову Готовацу і Йосипу Славенському (з 1924 року працював у Белграді). Вони впровадили у хорватській музиці нові жанри — національну комічну оперу («Стриж-кошено» Барановича, 1932; «Еро з того світу» Готоваца, 1935) і балет («пряниковий серце» Барановича, 1935), програмну оркестрову музику і камерно-інструментальний ансамбль.
З утворенням Федеративної Югославії у Хорватській республіці були відкриті нові оперні театри — в Осієку і Спліті, симфонічні оркестри Радіо в Загребі, Рієці і Дубровнику, камерний оркестр «Загребські солісти», хорове товариство «Пава Марковац», «Владимир Назор», «Братерство і єдність» та інші. Стали регулярно виходити музичні журнали «Muzicke novine» (1946), «Muzika i skola» (з 1956) і ін Організовано спілки — хорватських композиторів, музикантів-виконавців, музикантів-педагогів, фольклористів. Створений музичний відділ в Академії наук і мистецтв Хорватії.
Проводяться музичні фестивалі, у тому числі міжнародні — «Дубровницькі літні ігри» (з 1950 року), «Сплітські літні ігри» (з 1954 року), «Загребський бієнале» (з 1961 року) та інші. Серед композиторів кінця 1940—50-х років — Борис Папандопуло, Мило Ципра, Іван Брканович, Б. Бєлінський, C. Златич, І. Лхотка-Калинський, М. Девчич, Стьєпан Шулек. Нові течії західно-європейської музики 50-х років, у тому числі авангардизм, відбилися у творах Б. Сакача, Милко Келемена, І. Малеца. У 1960—70-ті роки висунулися композитори Станко Хорват, А. Клобучар, Р. Радіка, Д. Детоні, І. Кульєрич. Найбільші хорватські музикознавці — Йосип Андрейс, Винко Жганец, Албе Відакович, Крешимир Ковачевич, І. Суцичич. Серед виконавців: диригенти — Ловро Матачич, Младен Позаїч, Мілан Хорват, Младен Башич, А. Янигро, Н. Бареза; піаністи — Д. Гушич, І. Мачек, Ю. Мурай, Мелита Лоркович, Б. Мусулин, П. Гвоздич, В. Крпан; скрипалі — Златко Балокович, І. Пінкава, Й. Клима, Т. Нинич; віолончеліст В. Дешпаль; співаки — Владимир Руждьяк, Н. Путтар-Голд, М. Подвинец, Ф. Паулік, Н. Жунец, Б. Стилинович, М. Кларич, М. Радич, Р. Поспіш Балдані, Б. Рук-Фочич, Л. Молнар-Талаїч.

## Популярна музика
Одним із перших представників хорватської естрадної музики вважається Іво Робіч, який починав свою кар'єру в 1940-х роках і записав більше сотні шлягерів. В 1950-ті роки у Хорватію проникає рок-н-рол, а згодом і рок-музика. Щоправда, перший відомий хорватський рок-музикант — Карло Метікош, імігрував у Францію і будував свою кар'єру в Парижі. В 1960-ті роки на хорватській сцені з'являються такі рок-колективи як Delfini, Crveni koralji і Roboti, а в 1970-х — представники прогресивного і важкого року, такі як Dado Topić's Time, Atomsko sklonište.
В часи Війни Хорватії за незалежність в хорватській рок-музиці з'являються пісні патріотичної та антивоєнної тематики, найвідоміша з них — Moja domovina гурту Hrvatski Band Aid, яку виконували десятки хорватських співаків, в тому числі Іво Робіч, Тереза Косовія, Доріс Драгович. Іншим відомим проектом цих часів став компіляційний альбом Rock za Hrvatsku, що зібрав найкращі патріотичні пісні різних гуртів.
Починаючи з 1960-х хорватські музиканти потрапляють на Євробачення, першою хорватською учасницею стала Тереза Кесовія, щоправда в 1966 вона представляла Монако і тільки 1972 — Югославію. Найбільший успіх на цьому конкурсі здобув рок-гурт Riva, перемігши 1989 року як представник Югославії.
Найбільшим фестивалем популярної музики у Хорватії є фестиваль у Спліті (Festival zabavne glazbe Split), що проводиться з 1960 року.